# NGC 4688
NGC 4688 este o galaxie spirală situată în constelația Fecioara. A fost descoperită în 17 aprilie 1786 de către William Herschel. Se află la o distanță de 15,6 megaparseci de Pământ.